# Nyctemera plagiatum
Nyctemera plagiatum är en fjärilsart som beskrevs av Achille Guenée 1868. Nyctemera plagiatum ingår i släktet Nyctemera och familjen björnspinnare. Inga underarter finns listade i Catalogue of Life.